# Valledolmo
Valledolmo (sicilià Vaddilurmu) és un municipi italià, dins de la ciutat metropolitana de Palerm. L'any 2007 tenia 4.148 habitants. Limita amb els municipis d'Alia, Sclafani Bagni, Castronovo di Sicilia i Vallelunga Pratameno (CL).

## Administració
| Període | Identitat         | Partit        |
| ------- | ----------------- | ------------- |
| 2007-   | Domenica Di Baudo | Llista cívica |